# 裏日本方言
裏日本方言（うらにほんほうげん）とは日本語の方言を音韻体系で区分した際の一区画である。裏日本とよばれる日本海側および東北地方を中心に分布する。この特徴が顕著な方言は俗に「ズーズー弁」と呼ばれる。

## 特徴
裏日本式の音韻体系は、東北地方を中心に、北海道沿岸部や新潟県越後北部、関東北東部（茨城県・栃木県・千葉県・埼玉県東部など）と、越後中部・佐渡・富山県・石川県能登、とんで島根県出雲地方を中心とした地域に分布する。以下のような特徴がある。
1. イ段とウ段の母音が近い発音になり、中舌母音 [ï]・[ɯ̈] となる。
  1. 特に、シとス、チとツ、ジ（ヂ）とズ（ヅ）の区別がなくなる[5]（ズーズー弁）。
2. エ段の音は、共通語のエよりもイ段に近い発音となり、母音単独拍ではイ→エに統合する[6]。
3. 共通語のウ段音の語例がかなりの程度でオ段音になる[7]。

1.のうち、シとス、チとツ、ジ（ヂ）とズ（ヅ）の区別がなくなるのは東北地方・富山・能登・雲伯地域で、東関東では区別がある。出雲や米子では「く」「ぐ」「ふ」を除くほとんどのウ段音がイ段音との区別をせず [ï] と発音される。なお、中舌母音の [ï] は奄美語・宮古語・八重山語といった南西諸島各地にも分布するが、前舌母音のiと区別される発音であり、宮古・八重山では強い摩擦音を伴うなど、裏日本式の中舌母音とは性質が異なる。
2.は東北、北海道、北陸、出雲、長野県北東部で見られるが、東北北部日本海側の老年層（1986年時点）では母音単独のイとエの区別がある。
3.は山陰、北陸、長野北部、東北の日本海側から北端にかけて広く分布する。
ウ段母音については、東京方言でも [u] よりやや中舌寄りで円唇性の弱い [ɯ] であり、中部方言でも [ɯ] または [ɯ] と [u] の中間音で発音される。いっぽう近畿方言や山陽方言、四国方言、九州方言では唇の丸みを帯びかつ奥舌母音の [u] で発音される。

## 下位区分
- 北海道方言
- 北奥羽方言
- 南奥羽方言
- 東関東方言
- 越後方言
- 秋山郷方言
- 北陸方言
- 出雲式方言

## アクセントに与える影響
裏日本方言は音韻体系による区分のため様々なアクセントが分布するが、共通して成り立つ点としてアクセントの型が、母音が広いもの（/a, e, o/）か狭いもの（/i, u/）かによる制限を受けることがある。外輪東京式がこの制限により変化したものが北海道方言と北奥羽方言（三陸海岸北部を除く）と出雲方言に分布し、中輪東京式がこの制限で変化したものが千葉県の中部にある。また垂井式がこの制限により変化したアクセントが富山県に分布し、加賀のアクセントも母音の狭広に制限を受ける。例えば、新潟県下越（阿賀野川以北）、山形県庄内・最上地方、秋田県、岩手県の一部、青森県津軽地方では、2拍名詞の第四類・第五類のうち、2拍目の母音が狭いもの（春など）は○○型のままだが、2拍目の母音が広いもの（糸など）は○○型になり第三類と同じになる。富山県のアクセントは、典型的な垂井式を母体に、音の下がり目の直後の拍が広母音をもつ場合に、下がり目の後退を起こしているとみられる（例：イケガ→イケガ＜池が＞。アシガ＜足が＞は変化せず）。この特徴はイとウの中舌性が影響を与えていると見られる。なお讃岐方言と対馬方言でもこの特徴が見られる。

## 比較表
|                               | 九州・四国 近畿・山陽 | 東山陰 | 出雲式 | 北陸    | 中部・ 西関東 | 越後 | 秋山郷 | 東関東 | 南奥羽・ 北奥羽 | 北海道 内陸 |
| ----------------------------- | --------------------- | ------ | ------ | ------- | ------------- | ---- | ------ | ------ | --------------- | ----------- |
| イ段ウ段 中舌性               | ×                     | ×      | ○      | ○       | ×             | ×    | ○      | ○      | ○               | 一部○       |
| イとエの 混同                 | ×                     | ×      | ○      | ○       | ×             | ○    | ○      | ○      | ○               | ○           |
| ウとオの 混同                 | ×                     | ×      | ○      | 一部○   | ×             | ×    | ○      | ×      | ×               | ×           |
| シとス・チとツ・ ジとズの統合 | ×                     | ×      | ○      | 一部○   | ×             | ×    | ×      | ×      | ○               | ×           |
| ウ                            | [u]                   | [ɯ]    | [ɯ̈]    | [ɯ]~[ɯ̈] | [ɯ]           | [ɯ]  | [ɯ̈]    | [ɯ̈]    | [ɯ̈]             | [ɯ]~[ɯ̈]     |

## 歴史
裏日本方言の成因について定説はない。表日本式の [i] は舌をできるだけ前寄りにする音、[u] は最も後ろ寄りにする音であり、どちらも発音上エネルギーを要する。発音上の負担軽減のために、中央から離れた地域でこの規制がゆるんで中舌母音となった可能性がある。一方で古代において裏日本方言は東北から日本海沿岸を伝い山陰まで分布していたとする見方もある。大和勢力の拡大に伴い、東山陰地方は裏日本方言（ズーズー弁）的要素が弱まり、出雲が取り残された形になったのではないかと指摘する学者もいる。